# Neopteroplax
Neopteroplax — це вимерлий рід рептилоподібних тварин, тісно пов'язаний з європейськими родами, такими як Eogyrinus і Pteroplax. Представники цього роду були одними з найбільших емболомерів (і чотириногих карбонових загалом) у Північній Америці. Неоптероплакс в основному відомий із великого (~40 см) черепа, знайденого в Огайо, хоча фрагментарні скам'янілості емболомерів із Техасу та Нью-Мексико також були попередньо віднесені до роду. Попри його схожість із специфічними європейськими емболомерами, його можна відрізнити від них завдяки невеликій кількості особливостей черепа та щелепи, особливо нижнього надкутника у верхній задній частині нижньої щелепи.

## Опис
Враховуючи збільшені області щік, довжина черепа становила 39.5 сантиметрів. Морда була помірно довгою, а череп загалом був глибоким, хоча дроблення зменшило цю глибину та розпустило щоки, зробивши скам’янілість ширшою, ніж вона була б за життя. Загальна форма та текстура були подібні до більшості інших емболомерів, хоча немає жодних слідів каналів бічної лінії. Шви між кістками черепа важко інтерпретувати з упевненістю, але коли їх видно, їх розташування та структура подібні до інших емболомерів (зокрема англійських зразків, які зазвичай називають Pteroplax або Eogyrinus). Наприклад, слізна кістка виключена з переднього краю очної ямки завдяки спрямованій вниз гілці передлобної кістки, а широка лускоподібна кістка лише слабко прикріплена до кісток черепа над нею. Очні западини були приблизно круглими, на відміну від добре збереженого емболомерного черепа з Ньюшама (спочатку відносився до Anthracosaurus, а зараз вважається лектотипом Eogyrinus), який має більш трикутні западини через форму яремної кістки, яка утворює нижній край орбіти. З іншого боку, шийна кістка Неоптероплакса іншим чином нагадує череп Ньюшама, оскільки тягнеться вниз настільки, що огинає край рота. Передщелепна кістка (на кінчику морди) мала три зуби, причому перші два досить великі, а останній набагато менший. Наступна кістка верхньої щелепи мала близько 40 зубів, які, як правило, були невеликими, за винятком «ікла» з чотирьох або п'яти більших зубів біля передньої частини кістки. Усі зуби в кращому випадку збереглися як зламані обрубки, тому точну інформацію про їхню форму отримати неможливо.